# 伊朗无人机
由于国际制裁，伊朗一直在努力获取零件以维持其老化的空军，但已成功开发本土无人机能力，因为无人机的许多系统、零件和设备更普遍地在商业上可用，并且包括许多具有双重民用功能的技术军事用途。与传统战斗机相比，无人机可能具有更长的飞行续航时间、更大的机动性和更低的可观察性。因此伊朗积极开发此项目。无人机与载人打击平台相比具有许多优势，这增加了它们在伊朗不对称对抗中的功效。与有人驾驶战斗机相比，它们的建造和维护成本更低，培训成本也更低，因为有人驾驶飞机需要飞行员和机组人员才能操作。
波斯语中无人机称为遥控飞机（波斯语：پرندهٔ هدایت‌پذیر از دور）缩写为（پَهپاد）或者称为无人驾驶飞机（هواپیمای بدون سرنشین）。

## 計劃目的
制裁和国际禁运限制了伊朗购买升级系统或跟上防空和导弹防御等领域最新技术创新的能力，但在制裁期间，伊朗学会了研究和复制外国技术进行逆向工程。伊朗认识到寻求与美国支持的敌人在军事上的平等是浪费资源，因此采取了低风险、具有成本效益的措施，以最大限度地发挥其在自卫和传播伊斯兰革命方面的优势。

## 开发计划和历史

### 背景[1]
在伊斯兰革命胜利之前，伊朗从美国购买了一些比奇工艺Beechcraft MQM107靶机，用于测试防空系统和空军战斗机的空对空导弹。这种美国无人机的微型涡轮喷气发动机可以达到每小时 925公里的速度，其飞行高度约为12公里。这构成了伊朗早期使用无人机的经验。
当时，在伊朗国内考虑了一项类似于以色列生产目标和侦察无人机的十年计划，按照原计划伊朗的无人机制造业本应在 1982 年开始工作。但革命后，这个项目被中断。
在 1979 年伊朗伊斯兰共和国成立和随后的伊朗人质危机之后，伊朗在世界舞台上几近孤立。因此，伊朗的军事采购和发展战略非常强调自给自足，这一趋势在今天仍然很普遍。在两伊战争最激烈的时候，伊朗寻求一种方法来控制它所承受的大量伤亡，并将无人机监视敌方阵地作为缓解的途径。  
在两伊战争之后，伊朗决定集中力量建设和发展无人驾驶航空综合体。伊朗航空工业成立了几个科技组织、一些飞机制造厂和飞机修理厂，以及大量生产各种零部件的相关企业。几乎所有受伊斯兰革命卫队监督的企业都或多或少地参与了无人机的开发和生产。

### 初始
- 1985年，伊斯兰革命卫队组建了圣城航空工业公司[3]（ Quds Aviation Industry Company）作为其自给自足组织的一个部门，同年晚些时候，它开发了伊朗的第一架无人机Mohajer-1（迁徙者-1）。Mohajer-1 的设计很简单，在它的机头上安装了一个倾斜的相机，很可能是一个静止的相机，它的胶卷将在回收后进行冲印。伊朗在战争后期使用无人机拍摄伊拉克步兵阵地，为进攻做准备，并提供情报以防止伊朗军队陷入伏击。据报道，德黑兰还试图在无人机的每个机翼下方配备火箭推进榴弹发射器，但尚不清楚伊朗是否在战争期间进行了无人机袭击。因为它们将依赖无人机操作员在地面位置的视线，这些早期的武器可能无效且不准确。虽然 Mohajer-1 的使用并未对战争结果产生重大影响，但是也是伊朗无人机早期开发的尝试。

### 发展
在两伊战争期间首次建造和飞行 Mohajer-1 后，伊朗建造了其他本土生产的无人机系统。据报道，最早的系统之一 Ababil(Persian: ابابیل ，燕子）系列无人机也是在两伊战争后期设计和制造的，尽管尚不确定伊朗是否在战争期间使用了 Ababil。据伊朗伊斯兰革命卫队相关媒体报道，伊朗飞机制造工业公司（HESA）于 1986 年 9 月开始大规模生产初代Ababil-1。

## 相关开发组织和机构
圣城航空工业公司（ Quds Aviation Industry Company）无人机开发商。
伊朗飞机制造工业公司（HESA）无人机开发商，制造商。
伊玛姆侯赛因大学(Imam Hossein University)，技术研发支持。
伊斯法罕科技大学（Isfahan University of Technology ），技术研发支持。
Baharestan Kish公司，监督伊朗的各种国防相关项目，包括无人机的制造。
沙希德航空工业（Shahed Aviation Industries ），见证者系列，闪电系列无人机的设计商。

## 伊朗无人机系列的命名特点
伊朗无人机命名的特点是多用伊斯兰教宗教典故，或者波斯神话。例如燕子系列，取自群鸟攻击象军事件。迁徙者系列取伊斯兰教早期自麦加迁移至麦地那的穆斯林。闪电系列取自古兰经第二章19节。见证者-171 西摩格取自波斯神话中神话、文学的神鸟。

## 无人机系列产品
截至目前，伊朗已经生产了大约40种不同型号的无人机。它的无人机主要型号包括Ababeel系列、Kaman系列、Kian 系列、Mohajer系列和Shahed系列等。
据专家介绍，伊朗最有效、最强大的无人机是Shahed系列、Mohajer系列和Kaman系列。

### 迁徙者系列
- Mohajer-1
- Mohajer-2
- Mohajer-3
- Mohajer-4
- Mohajer-5
- Mohajer-6

### 燕子(Ababil，ابابیل)系列[5]
阿巴比勒 Ababil 无人机名称音译自(Persian: ابابیل ，燕子），来自古兰经第105章。

#### Ababil-1
在两伊战争期间首次建造和飞行 Mohajer-1 后，伊朗建造了其他本土生产的无人机系统。据报道，最早的系统之一也是在两伊战争后期设计和制造的，尽管尚不确定伊朗是否在战争期间使用了 Ababil。据伊朗伊斯兰革命卫队相关媒体报道，伊朗飞机制造工业公司（HESA）于 1986 年 9 月开始大规模生产原始 Ababil-1。目前还没有发现其相关公开照片。

#### Ababil-2
这款无人机最初是带着监视、识别和目标任务而生产的，后来增加了自杀式型号。报道称，它能够在200公里的范围内执行攻击和监视任务，飞行时间为1.5小时。这款无人机器的推进动力由两缸活塞发动机提供，功率为25马力，油耗约5升/小时。也是目前燕子系列无人机衍生机型最多的型号。

##### ABABIL-B
Ababil-2的衍生型，主要进行人员训练，机身带有角反射器。2001年开始服役。

##### ABABIL-T
Ababil-2的衍生型，是多任务机。可以改装为靶机，侦察机，自杀攻击机。

##### ABABIL-S
Ababil-2的衍生型，主要进行监视，侦察和窃听活动。

##### ABABIL-3[6]
是燕子系列无人机的进一步发展。Ababil-3 无人机于 2010 年在 IRGC “伟大先知-5”演习期间首次展示，并发布了无人机飞行以识别波斯湾跨区域船只的图像。该无人机于 2014 年正式亮相，并移交给伊朗武装部队。 Ababil-3 的飞行时间为 8 小时，航程为 250 公里，机身长度4.5米，翼展6.5米；它可以同时将图像发送到地面控制站或任何其他平台。该无人机使用带有螺旋桨叶片的四缸活塞发动机，与其他具有相同配置的无人机一样，安装在机身末端和尾部固定臂之间。发动机位置为在机头安装设备创造了合适的空间，并减少了发动机的振动对检测系统性能的影响。
Ababil-3 由伊朗飞机制造工业公司制造，拥有全复合材料机身，可在 15,000 英尺高空飞行。该无人机在机身下方有一个前置摄像头和一个360度旋转摄像头，具有热成像和夜间成像功能。
Ababil-3 与 Ababil 无人机系列的其他型号没有任何相似之处。这架无人机有一个圆柱形机身，一个安装在机身顶部和末端的机翼，以及一个H形双臂尾翼。Ababil-3 具有轮式起落架，并使用跑道着陆和起飞。它的主通信天线安装在机身上，靠近机头。由于飞行距离长，用户可以通过两种方式从地面控制站操纵它：半自动或全自动。在半自动模式下，用户可以看到站台屏幕上显示的飞行器飞行信息，并根据任务控制飞行器。

### 前锋(Karrar)系列
伊朗致力于本土生产攻击型无人机的努力始于 2000 年代中期，并在 2010 年至 2020 年间取得成果，这十年见证了伊朗推出了各种新的作战无人机平台。伊朗披露的第一架无人机是 2010 年的 Karrar（前锋），这也是 2020 年伊朗建军节仪式上展出的无人机之一。伊朗称其为第一款具有双重打击和侦察能力的远程无人机。
Karrar无人机由伊朗飞机工业公司制造，该无人机的两个主要任务是作为飞机测试雷达和防御系统的目标，以及进行空中轰炸。迄今为止，已经推出了四代前锋无人机，在尺寸和飞行规格上略有不同，但任务各异。所有类型的无人机都使用轨道发射器和固体燃料助推器发射，其着陆方式是使用降落伞和气囊。

### 见证者（Shahed，شاهد）系列

#### 见证者121
它在2016年被注意到，当时它被发现在哈里-杜鲁门号核动力航空母舰上空飞行 （页面存档备份，存于）。该事件发生在伊朗与包括美国在内的世界大国签署的核协议之后。美国海军海鹰直升机拍摄了这一事件。

#### 见证者129
Shahed-129 是一款具有战斗、情报、监视和侦察 (CISR) 功能的中空长航时 (MALE) 无人作战飞行器 (UCAV)。它被认为是仿照以色列Hermes-450无人机，伊朗此前声称已经捕获并可能进行了逆向工程。伊斯兰革命卫队官员说，Shahed-129 的航程程为 1700 公里，飞行续航时间为 24 小时，并且能够携带多达 8 枚萨迪德制导空对地导弹。

#### 见证者Shahed-136
见证者136（波斯语：شاهد ۱۳۶），是一种自杀式无人机，或者游荡弹药。2022年9月在乌克兰被发现由俄方投入使用。据推测，“Shahed 136”的有效飞行距离为1000公里，能够投送重达50公斤的弹头。据称最大飞行距离为2500公里。这种无人机在60到4000米的高度飞行，巡航速度约为180公里/小时。无人机有一个嘈杂的 MD 550 或 3W 引擎，因此可以提前听到无人机发出的声音。

### 雷电系列
2016 年 10 月在伊朗国防博览会上正式披露了由 Shahed Aviation Industries 制造的第一架 Saeqeh无人机（Persian: صاعقه, "闪电，雷电"） 。然而，该系统的真正起源可以追溯到 2011 年 12 月，当时伊朗恢复了一架被击落的美国洛克希德·马丁公司 RQ-170 哨兵隐形无人机。
雷电式无人机外形与原版几乎一模一样，机身长 2.7 公尺，翼展 7.31 公尺，尺寸比 RQ-170 小一号。航程达 1,500 公里，可滞空 4.5 小时，并能搭载 100 公斤武器或侦查设备。

### 亚西尔系列
2012 年 12 月4日，伊斯兰革命卫队声称它捕获了一架波音扫描鹰 ScanEagle 无人机，该无人机在其位于波斯湾伊朗南部海岸的哈格岛上空执行侦察任务。伊斯兰革命卫队迅速采取行动，对 ScanEagle 进行逆向工程，并声称已经启动了一条生产线，用于本土制造 ScanEagle 仿制品。不到一年后，即 2013 年 9 月，伊朗陆军地面部队推出了伊朗国产版 ScanEagle 的 Yasir系列无人机。

## 卡曼系列
Kaman系列无人机最初由伊朗航空工业组织（IAIO）于2010年开始研发，旨在成为伊朗国内生产的无人机解决方案。该系列包括多种型号，包括Kaman-12、Kaman-22和Kaman-19等。这些无人机不仅用于军事任务，还可以用于民用领域，如边境巡逻和抗洪救灾等。

## 出口和扩散

### 塔吉克斯坦
2022 年 5 月，伊朗在塔吉克斯坦开设了一家无人机工厂。该制造工厂位于杜尚别，计划生产 Ababil 2 无人机。尽管长期向其代理和合作伙伴提供无人机以及必要的技术知识，但该设施代表了伊朗在国外使用的第一条正式的军用无人机生产线。

### 俄罗斯
美国政府透露，俄罗斯代表团于 2022 年 6 月 8 日和 2022 年 7 月 5 日在卡尚空军基地（位于伊斯法罕北部）（Kashan Airbase）观看了伊朗无人机的展示——特别是 Shahed-129 和 Shahed-191。美国官员表示，伊朗已经提供第一批无人机给俄罗斯。

### 黎巴嫩

#### 黎巴嫩真主党
作为伊朗的主要代理人，伊朗自该组织成立以来一直是黎巴嫩真主党资金、武装和培训的主要来源。虽然真主党是世界上武装最全、技术能力最强的武装团体，但其常规能力仍无法与以色列匹敌。因此，真主党依赖不对称对抗作为其军事学说的一部分，以弥合双方的实力差距。
真主党首次使用无人机发生在 2004 年 11 月，当时它派出了一架小型侦察无人机，从黎巴嫩南部沿以色列地中海沿岸飞往 9.6 公里的沿海城市纳哈里亚。从黎巴嫩边境。然后，无人机在纳哈里亚上空低空盘旋了大约 20 分钟，然后飞越地中海返回黎巴嫩。这架无人机坠毁在海中，黎巴嫩渔民将其取回并交给真主党特工。无人机入侵是非国家行为者使用无人机对抗国家权力的第一个记录实例，并为真主党成为次国家武装团体中的无人机领导者开创了先例。

## 使用记录

### 2004年
2004年，11月7日，一架黎巴嫩真主党操控的简单自制的小型无人机飞越了以色列加利利地区的西部上空。

### 2021年
2021年2月10日，沙特国内艾卜哈国际机场遭遇袭击。据沙特官方公布的图片，现场无人机残骸相关证据显示，该无人机为伊朗制造的“阿巴比尔”无人机。

### 2022年
追踪2022年俄羅斯入侵烏克蘭发展的推特账号「Ukraine Weapons Tracker」，9月13日公布的照片，在库皮扬斯克地区确认俄军第一次使用伊朗制造的「见证者-136」（Shahed-136）自杀式无人机。残骸标记为М214 Герань-2（英：M214 Geran-2），该型号被确认为Shahed-136。
9月16日，乌克兰武装部队空军司令部发言人尤里·伊格纳特证实俄羅斯人使用了Shahed-136。

## 相关制裁
伊朗的无人机项目

### 联合国
联合国安理会第 2231 号决议中包含的伊朗武器禁运规定，该决议为伊朗从中国等卖家合法购买军用级无人机和零部件设置了障碍，但该规定于 2020 年 10 月到期。

### 美国

#### 2021年
美国财政部10月29日对与伊朗军用无人机计划有关的两家公司和四名个人实施制裁。

#### 2022年
美国财政部9月8日宣布，将对四家伊朗公司实施制裁。美国财政部称，这些公司上月向俄罗斯运送无人机，用于莫斯科对乌克兰的战争。